# Кавказ (фильм)
«Кавказ» (азерб. Qafqaz) — драматический фильм азербайджанского режиссёра и сценариста Фарида Гумбатова, снятый в 2007 году.

## Сюжет
Молодая москвичка приезжает на Кавказ. По дороге ей запомнились весёлые попутчики и жгучий красавец, будущий муж, который был капитаном дальнего плавания, который вёз её к себе домой на Кавказ.
Быстро отыграли большую кавказскую свадьбу, но на Кавказ приходит война. Каждодневные радости жизни сменились постоянной тревогой и беспокойством за своих родных и близких.
Капитан пропадает в море со своим танкером, а София остаётся без средств к существованию со своей престарелой свекровью. Женщинам приходится тяжело, но им представляется случай вернуться в Россию.

## В ролях
| Актёр               | Роль                            |
| ------------------- | ------------------------------- |
| Ада Роговцева       | Мария (свекровь Софьи)          |
| Любовь Толкалина    | Софья                           |
| Андрей Чернышов     | Александр                       |
| Саида Гейдарова     | Екатерина-девушка Александра    |
| Гамида Омарова      | Гадалка                         |
| Эльмира Шабанова    | Тётя Нино                       |
| Эльчин Азизов       | Начальник пароходства           |
| Вафа Зейналова      | цыганка                         |
| Зарнигар Агакишиева | Тётя Ханум                      |
| Фуад Османов        | Гиви                            |
| Шафига Касимова     |                                 |
| Екатерина Жемчужная | Исполнительница цыганской песни |

## Премьера
Премьера состоялась 6 марта 2008 года.

## Номинирование
Первый азербайджанский фильм, выдвинутый на соискание премии «Оскар» как лучший зарубежный фильм.